# Rosais
Rosais ist eine portugiesische Gemeinde (Freguesia) im Kreis (Município) Velas auf der Azoren-Insel São Jorge. In ihr leben 661 Einwohner (Stand 19. April 2021).

## Geschichte
Im Zuge der Besiedlung der Insel São Jorge ab 1460 wurde der Ort Velas geschaffen, der um 1500 Stadtrechte erhielt. Es entstanden außerhalb weitere Siedlungen, und seit Mitte des 16. Jahrhunderts war Rosais eine eigene Gemeinde des Kreises Velas.
Etwa sieben Kilometer nordwestlich von Rosais steht auf der Klippe Ponta dos Rosais der gleichnamige Farol da Ponta dos Rosais in einer Höhe von gut 250 Metern. Der durch mehrere Erdbeben beschädigte und aufgegebene Gebäudekomplex befindet sich in einem der 108 Naturschutzgebiete Portugals.